# بيتر وارد (لاعب كرة قدم)
بيتر وارد (بالإنجليزية: Peter Ward)‏ (27 يوليو 1955 بدربي في المملكة المتحدة - ) هو لاعب كرة قدم بريطاني في مركز الهجوم. شارك مع منتخب إنجلترا تحت 21 سنة لكرة القدم ومنتخب إنجلترا لكرة القدم. أما مع النوادي، فقد لعب مع برايتون أند هوف ألبيون وفانكوفر وايتكابس ونادي بيرتن ألبيون ونوتينغهام فورست وفانكوفر وايتكابس وتامبا باي راوديز وSeattle Sounders (1994–2008) ‏ وبالتيمور بلاست ‏ وكليفلاند فورس ‏ وTacoma Stars (1983–1992) ‏ وتامبا باي تيرور ‏ وويتشاتا وينغز ‏ وسياتل ساوندرز.

## وصلات خارجية
- بيتر وارد على موقع قاعدة بيانات كرة القدم.إي يو (الإنجليزية)
- بيتر وارد على موقع ناشيونال فوتبول تيمز (الإنجليزية)